# Antonio Maria Pucci
Antonio Maria Pucci, al secolo Eustachio Pucci (Vernio, 16 aprile 1819 – Viareggio, 12 gennaio 1892), è stato un presbitero italiano, frate servita. Venne proclamato santo da papa Giovanni XXIII il 9 dicembre 1962.

## Biografia
Entrò a soli 18 anni nell'Ordine dei Servi di Maria presso la basilica della Santissima Annunziata di Firenze, dove cambiò il nome in Antonio Maria. Nel 1843 venne ordinato sacerdote e inviato poco dopo come parroco nella recente parrocchia di Sant'Andrea a Viareggio, affidata appunto ai Servi di Maria. Seguì questa parrocchia per ben 48 anni, fino alla morte. Nel contempo fu anche priore del convento di Viareggio e per sette anni Superiore della Provincia Toscana dei Servi di Maria.
Fu un punto di riferimento per i suoi fedeli, aiutandoli con zelo e partecipazione, tanto da meritarsi il nomignolo vezzeggiativo del curatino.
Anticipò in un certo senso l'Azione Cattolica istituendo varie associazioni per le diverse categorie dei suoi parrocchiani: per i giovani La Compagnia di San Luigi e la Congregazione della Dottrina Cristiana; per gli adulti riorganizzò la già esistente Alma Compagnia di Maria Santissima Addolorata, mentre per le donne creò la Congregazione delle Madri Cristiane.
Nel 1853 fu il fondatore inoltre dell'istituzione per l'educazione delle fanciulle delle Suore Mantellate Serve di Maria e dette vita al primo ospizio marino per i bambini poveri malati.
Ammalatosi di una polmonite fulminante dopo aver soccorso un ammalato in una tempesta, morì il 12 gennaio 1892. Venne sepolto nel cimitero comunale, e il 18 aprile 1920 fu traslato nella stessa chiesa di Sant'Andrea dove aveva trascorso il suo lunghissimo periodo di parroco.

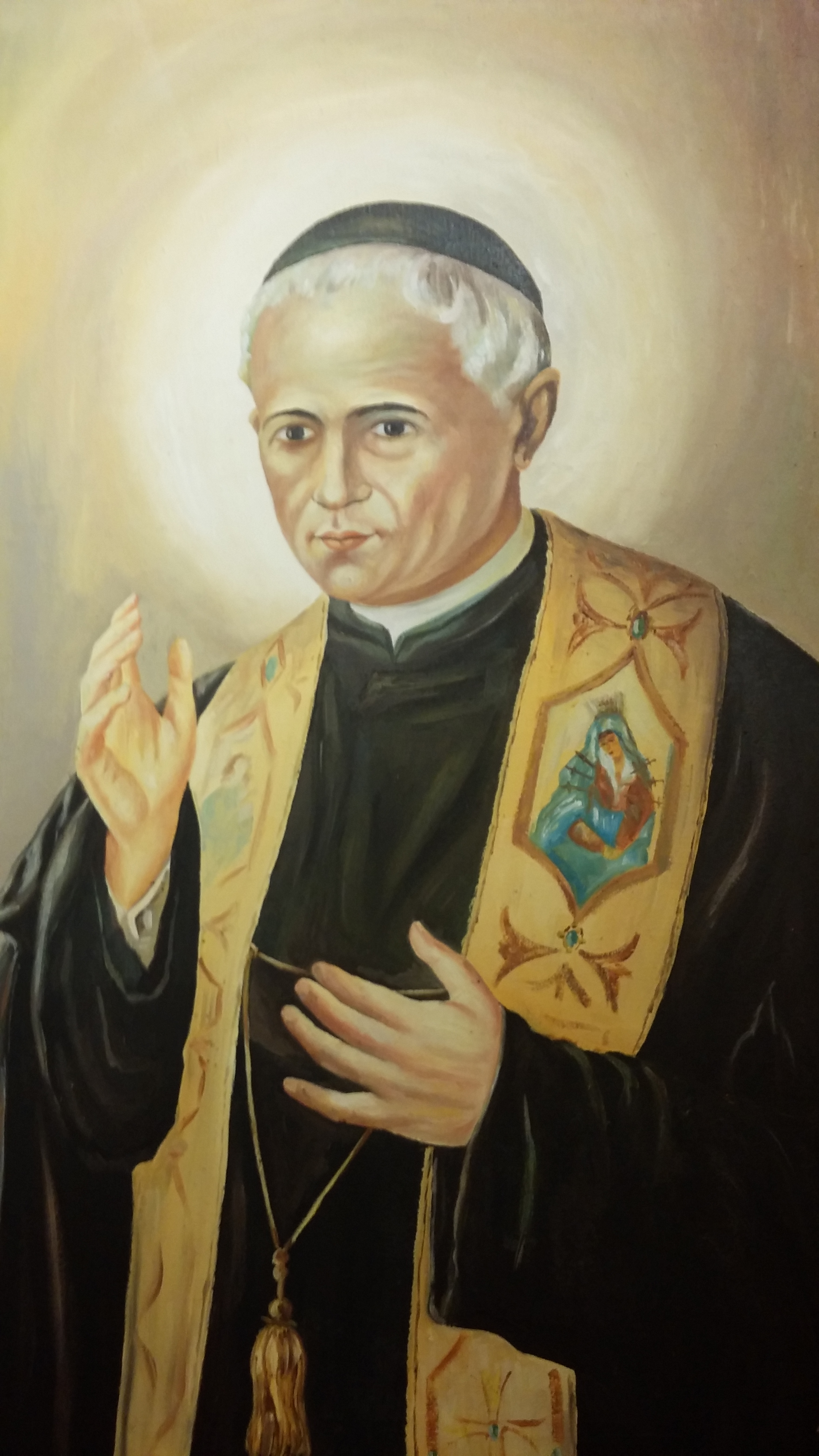
Icona di Sant'Antonio Maria Pucci conservata nella Parrocchia di San Michele Arcangelo a Manduria (TA) opera realizzata da P. MARRA 11-1-1966.
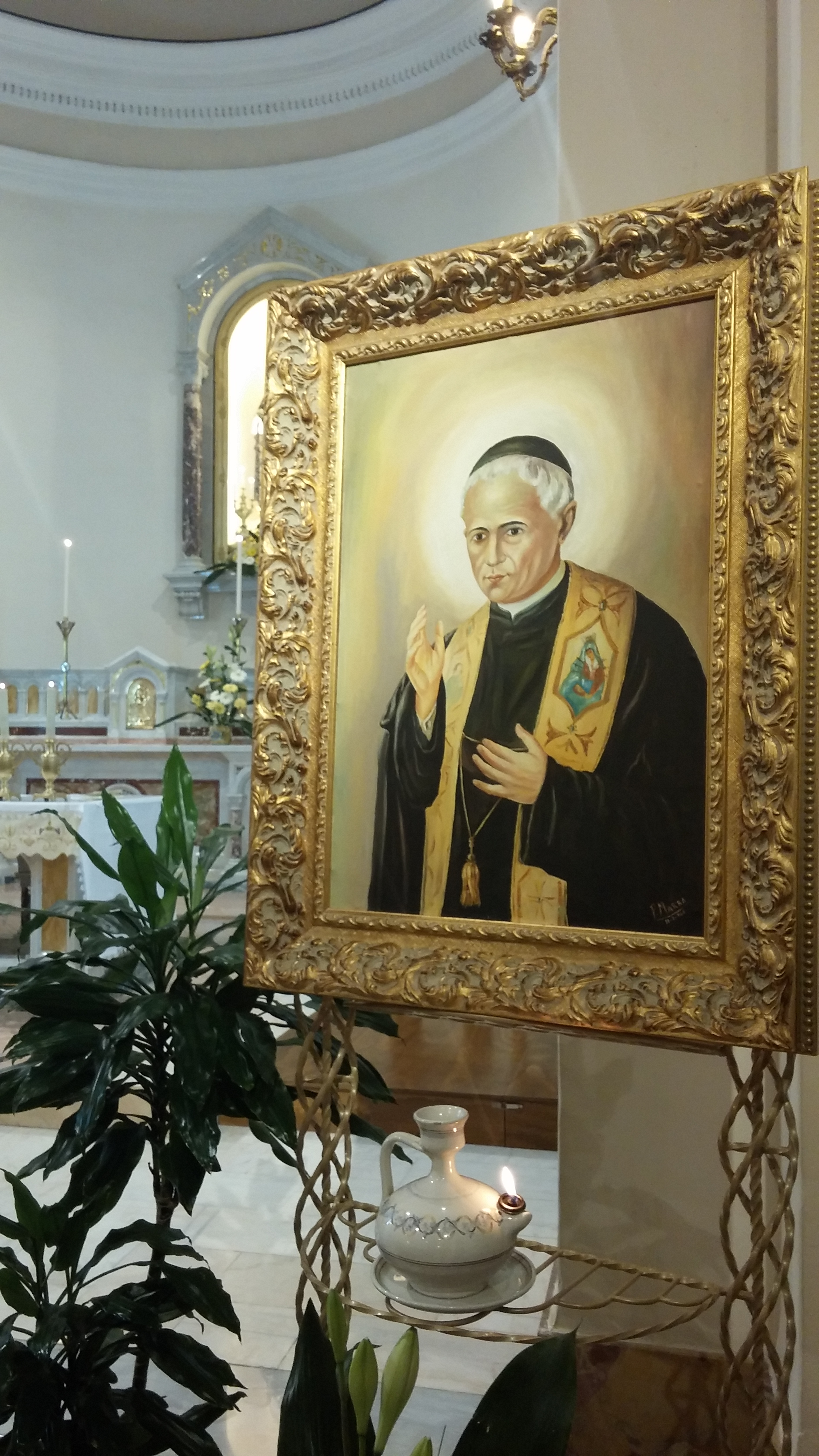
Esposizione in occasione del triduo in suo onore.
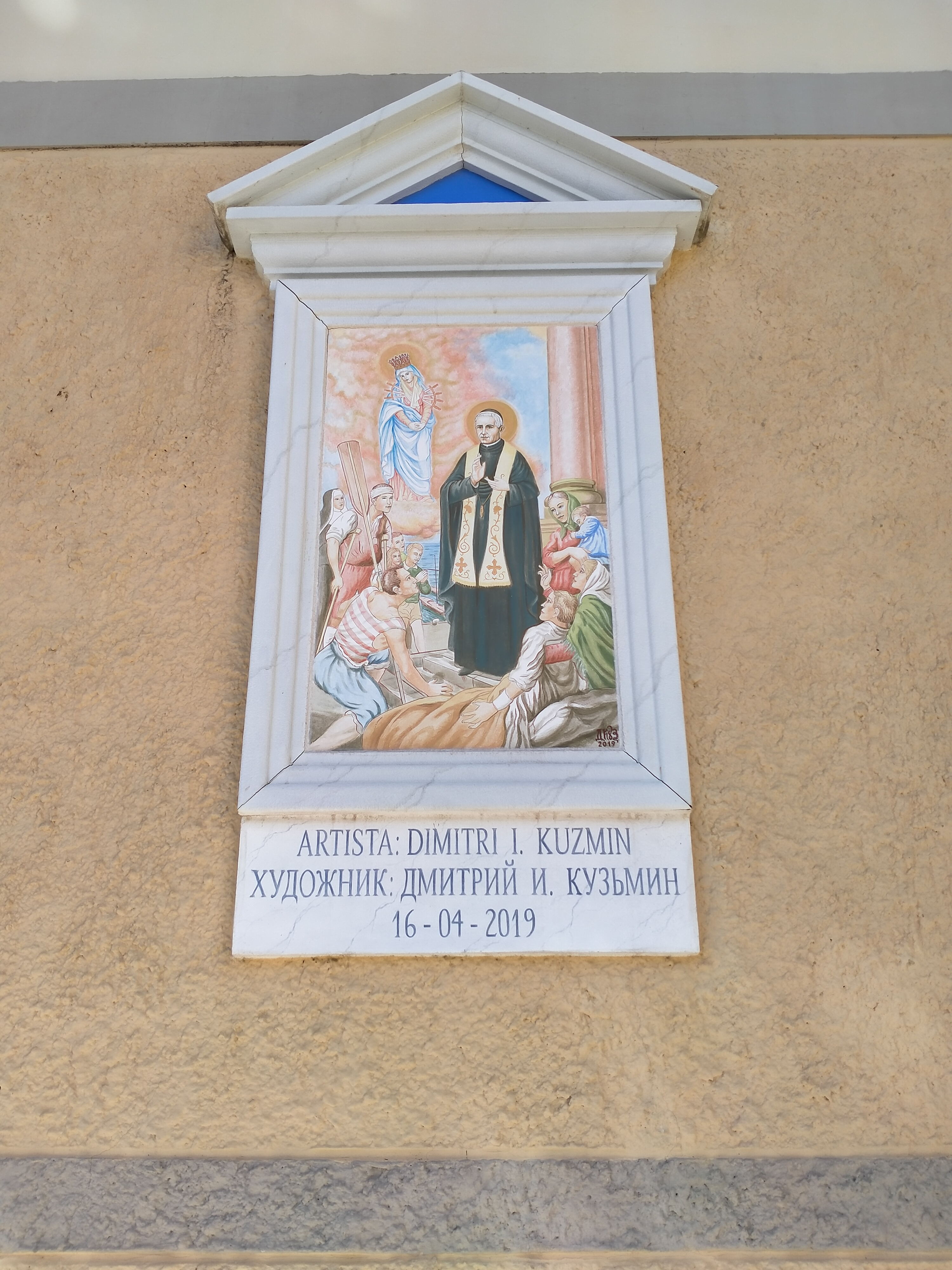
Edicola di Sant'Antonio Maria Pucci sulla facciata esterna della chiesa di Sant'Andrea a Viareggio

## Il culto

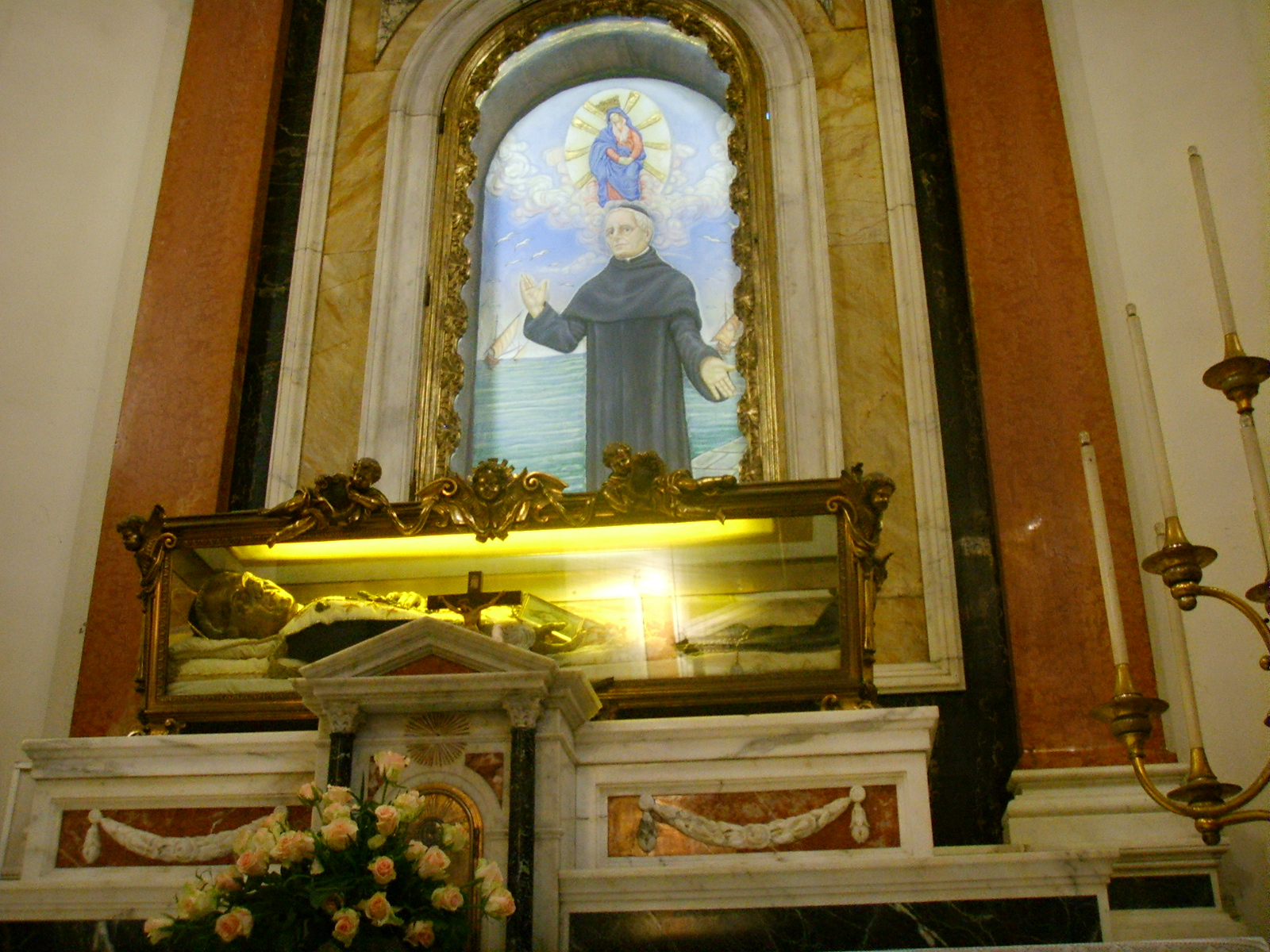
L'altare con le reliquie del santo nella chiesa di Sant'Andrea a Viareggio

Fu proclamato beato il 12 giugno 1952 da Pio XII e canonizzato il 9 dicembre 1962 da Giovanni XXIII, per il suo esempio di vita dedicata all'attività pastorale.